# Zmanim (noviny)
Zmanim (hebrejsky: זמנים, doslova Časy) byl hebrejský psaný deník vycházející v mandátní Palestině a Izraeli v 40. a 50. letech 20. století.
Šlo o tiskový orgán Progresivní strany. V letech 1944–1946 pracoval jako zástupce editora novin pozdější poslanec Knesetu Jicchak Arci. Deník zanikl společně z Progresivní stranou. Dle údajů k roku 1964 již nevycházel.